# Xylotrechus janbar
Xylotrechus janbar là một loài bọ cánh cứng trong họ Cerambycidae.